# Corallite
Le corallite (aussi appelée polypiérite) est une cavité de squelette calcaire sécrétée par un polype de corail dur. C'est la zone du squelette sur laquelle un polype de corail va s'accrocher et vivre. Pour les individus en colonie, l'ensemble des polypiérites est appelé le polypier.

## Description

### Construction et nature de la structure
Tant que la colonie est vivante, le polype absorbe les ions Ca2+ et HCO3– de l’eau de mer et dépose du carbonate de calcium sous son coenosarc, approfondissant ainsi la loge : chaque polype a une taille adulte fixe et, lorsqu'il commence à être submergé par la paroi de sa loge, il sécrète un nouveau plancher (tabula) sous lui-même. Au fil du temps, les planchers s'accumulent sous les polypes vivants, entraînant un épaississement et une expansion latérale du corail et de son squelette.
Ce squelette est composé d'aragonite, forme cristalline du carbonate de calcium.

### Taille
La taille de la cavité varie selon les espèces, mais pour la majorité des coraux coloniaux, elle ne dépasse pas 3 mm de diamètre.

### Détail de l'anatomie

Vue supérieure d'un calice de corail dur

Détail d'un lumen faisant apparaitre la construction par strate.

Elle peut soit être une cavité dans le cœnosteum, soit une protubérance au-dessus du niveau du cœnosteum.
Le corallite est composé de plusieurs parties liées : à la périphérie, on trouve la paroi de la corallite que l'on appelle le thèque (aussi le mur, ou la muraille) ; La cavité intérieure de la corallite s'appelle le lumen. La partie du lumen qui dépasse du niveau du cœnosteum s'appelle le calice.
Dans le lumen, on trouve des sillons verticaux de calcaire que l'on appelle les septes. Le nombre de septes est toujours un multiple de six et dispose, à leur extrémité intérieure, d'une petite excroissance appelée des lobes paliformes. De plus, les septes s'étendent de l'autre côté du thèque pour former les côtes. Les septes et les côtes constituent ce que l’on appelle les éléments radiaires du calice.
Toujours dans le lumen, on trouve des lames de calcaire horizontales, produites au gré de la croissance du corail, que l'on appelle les endothèques. L'endothèque la plus récente et donc la plus haute dans le lumen s'appelle le plancher basal, sur lequel le pied du polype (le disque basal) s'appuie.
Quand une corallite héberge une seule bouche, on parle de corallite monocentrique. À l'inverse, quand elle héberge plusieurs bouches, on parle de corallite polycentrique.

### Utilité pour le polype
Le corallite est la loge du polype qui peut s'y rétracter ou s'allonger pour sortir ses tentacules et attraper des proies.

## Galerie

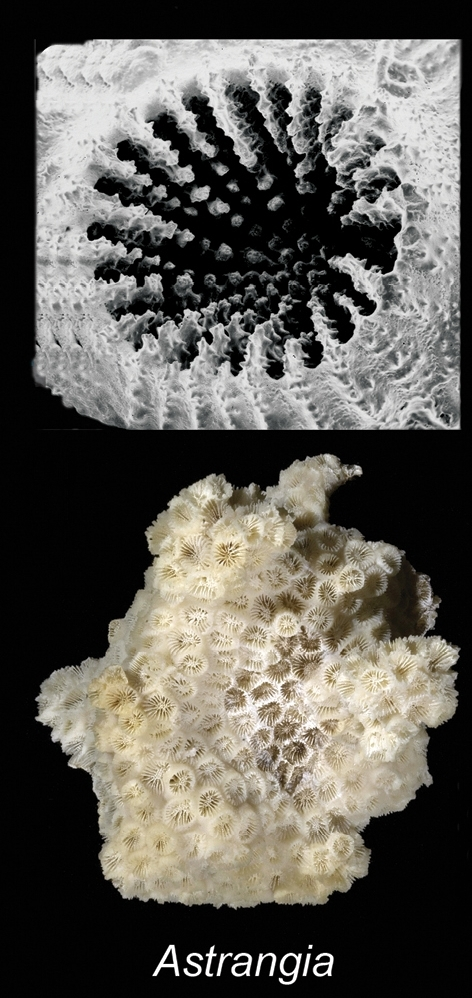
Haut : zoom sur un corallite (polypiérite) ; Bas : polypier, squelette d'une colonie d'Astrangia.
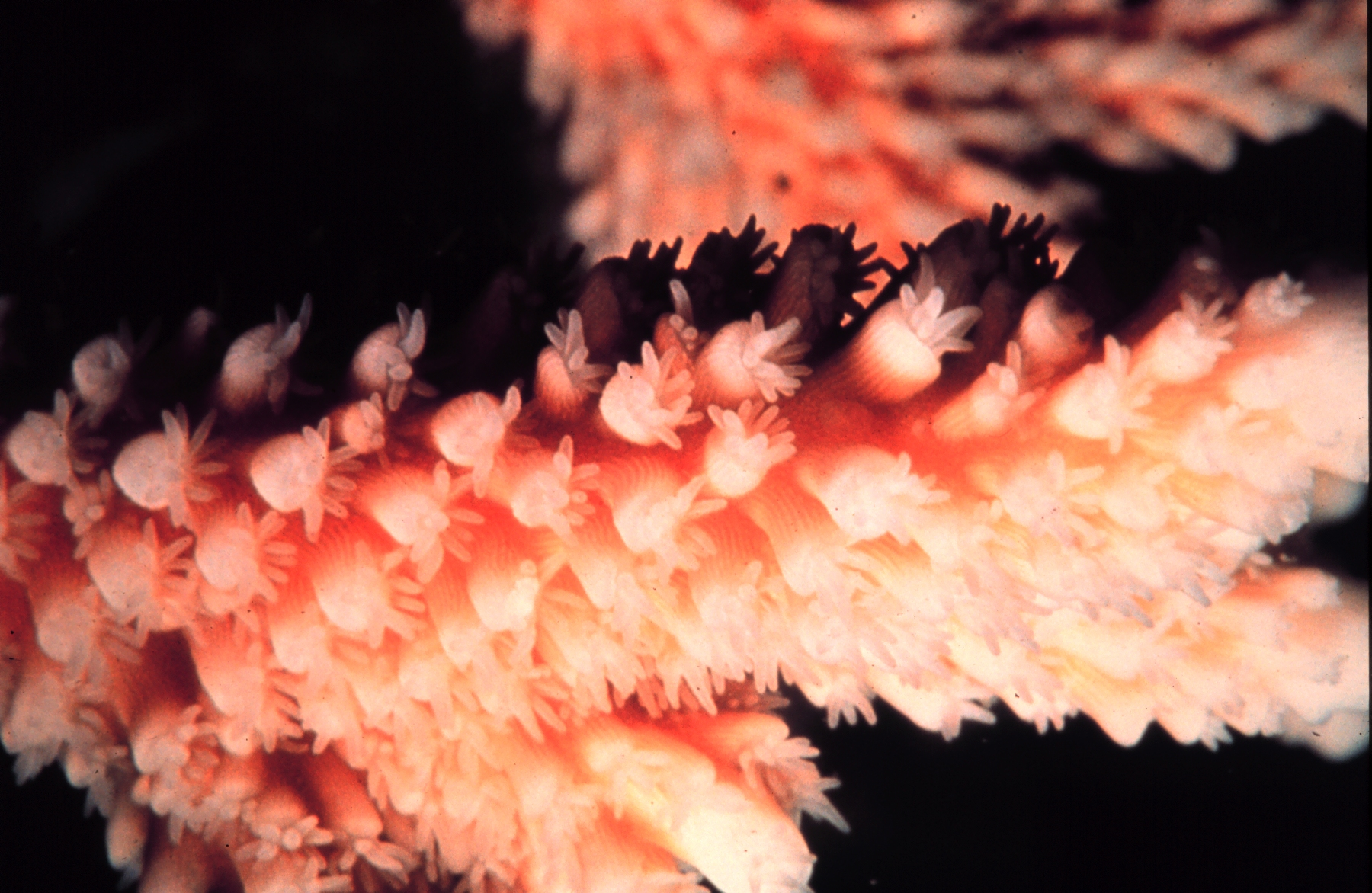
Polypes d'Acropora sortant de leurs corallites tubulaires.
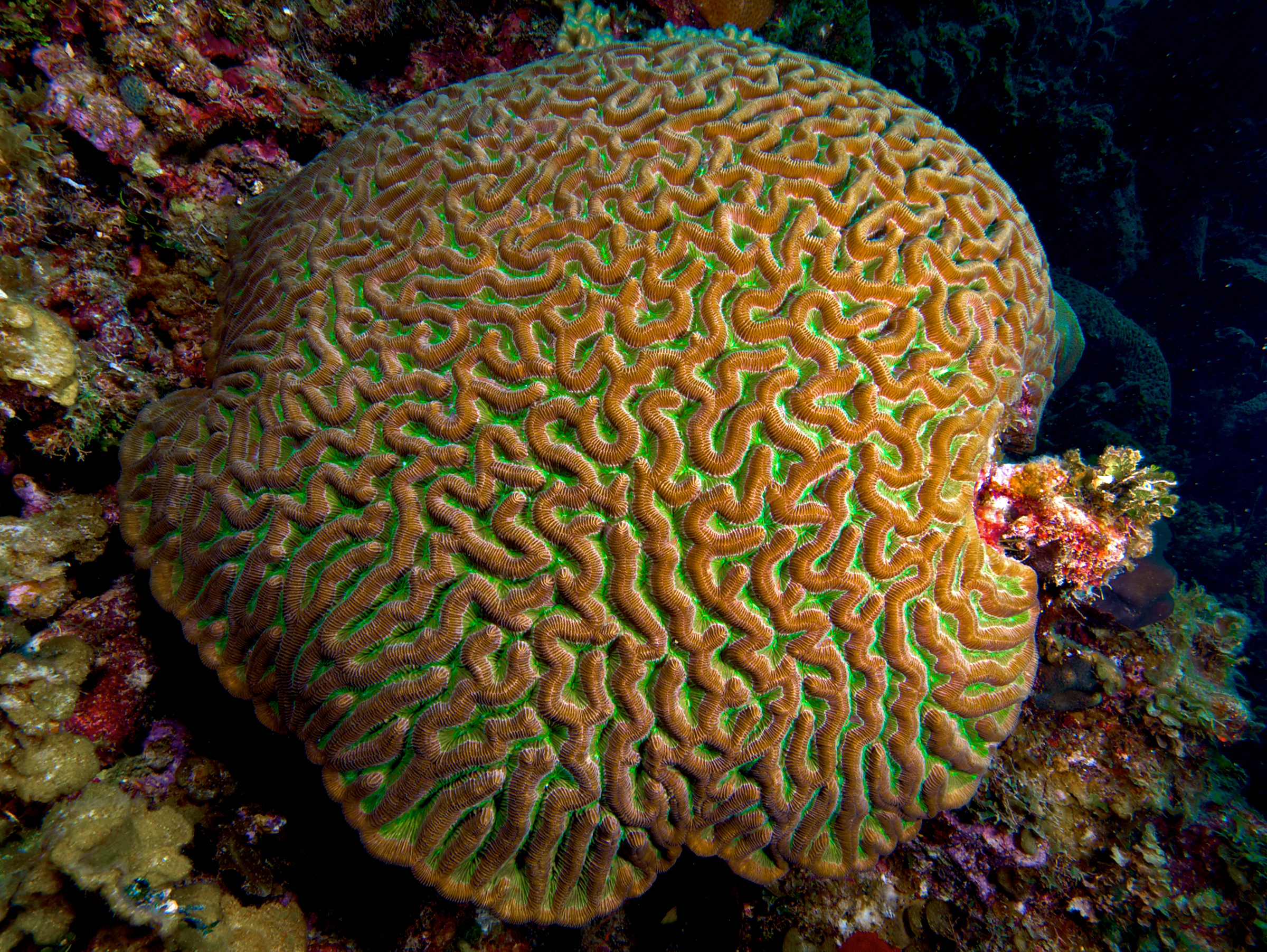
Corail vivant présentant des corallites en sillons, contenant les polypes rétractés.